# Jordan Mitkow
Jordan Manołow Mitkow (bułg. Йордан Манолов Митков, ur. 3 kwietnia 1956 w Asenowgradzie) – bułgarski sztangista. Złoty medalista olimpijski z Montrealu.

## Kariera sportowa
Zawody w 1976 były jego jedynymi igrzyskami olimpijskimi. Złoto wywalczył w wadze do 75 kilogramów. Mitkow wywalczył jednocześnie medal mistrzostw świata. Był również srebrnym medalistą mistrzostw globu w 1975. Zdobył złoto mistrzostw Europy w 1979, srebro w 1975 i brąz w 1976. Pobił cztery oficjalne rekordy świata.